# 76ns Premis Tony
Els 76n Premis Tony van reconèixer els èxits en les produccions de Broadway durant la temporada 2022-23. La cerimònia, que va tenir lloc sense guió a causa de la vaga del Sindicat d'Escriptors d'Amèrica de 2023, es va celebrar al United Palace de la ciutat de Nova York l'11 de juny de 2023. Ariana DeBose va ser l'amfitriona per segon any consecutiu, amb Skylar Astin i Julianne Hough coorganitzant un pre-show en streaming a Paramount+.
La producció més premiada d'aquesta temporada va ser el nou musical Kimberly Akimbo, que va guanyar cinc premis, inclòsel de Millor musical. Leopoldstadt va ser l'obra més premiada, guanyant quatre premis, inclòs el de Millor obra. Some Like It Hot va liderar les nominacions, als 13 anys.
Amb J. Harrison Ghee i Alex Newell guanyant premis per les seves actuacions a Some Like It Hot i Shucked, respectivament, es converteixen en els primers intèrprets obertament no binaris a guanyar un Tony.

## Elegibilitat
La data límit d'elegibilitat per als Premis Tony per a la temporada 2022–23 va ser el 27 d'abril de 2023, per a totes les produccions de Broadway que compleixen tots els altres requisits d'elegibilitat.
| Obres originals - Ain't No Mo' - Between Riverside i Crazy - A Christmas Carol - The Collaboration - Cost of Living - Fat Ham - Good Night, Oscar - The Kite Runner - Leopoldstadt - Life of Pi - Mike Birbiglia: The Old Man i the Pool - Peter Pan Goes Wrong - Pictures from Home - Prima Facie - Summer, 1976 - The Thanksgiving Play - Walking with Ghosts | Musicals originals - & Juliet - Almost Famous - Bad Cinderella - A Beautiful Noise - Kimberly Akimbo - KPOP - New York, New York - Shucked - Some Like It Hot | Revivals d'obres - A Doll's House - Death of a Salesman - Ohio State Murders - The Piano Lesson - The Sign in Sidney Brustein's Window - Topdog/Underdog | Revivals de musicals - 1776 - Camelot - Dancin' - Into the Woods - Parade - Sweeney Todd: The Demon Barber of Fleet Street |

## Nominacions
Els nominats per als 76è Premis Tony van ser anunciats el 2 de maig de 2023 per Lea Michele i Myles Frost. Les nominacions de l'any van incloure diversos intèrprets no binaris, amb J. Harrison Ghee (per Some Like It Hot) i Alex Newell (per Shucked) convertint-se en els dos primers intèrprets no binaris a ser nominats per actuacions el mateix any i finalment guanyant en les seves respectives categories, mentre que altres, com Justin David Sullivan (de & Juliet), van optar per la consideració de Tony a causa de les seves categories de gènere, i va demanar als espectacles de premis que "ampliïn el seu abast" En la seva nominació a la millor interpretació d'un actor destacat en un musical, Newell va assenyalar la naturalesa sense gènere del terme "actor", d'aquí la seva decisió de ser inclòs per a la consideració de Tony.
El musical, basat en la pel·lícula clàssica homònima de Billy Wilder de 1959, va liderar les nominacions, amb 13 nominacions, mentre que Ain't No Mo' i Leopoldstadt van empatar per a la majoria de nominacions per a una obra de teatre, cadascun rebent sis.

## Informació de la cerimònia
El gener de 2023, The Broadway League i American Theatre Wing van renovar el seu contracte amb Ricky Kirshner i White Cherry Entertainment de Glenn Weiss per produir la cerimònia. El 12 d'abril de 2023, es va anunciar que Ariana DeBose tornaria com a amfitriona per segon any consecutiu. El 25 d'abril de 2023, es va anunciar que el pre-espectacle de streaming The Tony Awards: Act One passaria de Paramount+ al servei gratuït de televisió en streaming (FAST) amb suport d'anuncis Pluto TV, abans de la presentació principal a la CBS i en streaming a Paramount+.
Els nominats es van anunciar el 2 de maig de 2023; el musical Some Like It Hot va ser l'espectacle més nominat de la temporada, mentre que Ain't No Mo' i Leopoldstadt van quedar empatats a l'obra més nominada.

### Impacte de la vaga del Writers Guild of America de 2023
Més informació: Vaga del Gremi d'Escriptors d'Amèrica del 2023
| «                                                                                     | Estic en directe i sense guió. De benvingut. Així que a qualsevol que hagi pensat que l'any passat va estar una mica desquitjat, els dic: "Estimats, cordeu-vos els cinturons | » |
| — La presentadora del 76ns premis Tony Ariana DeBose durant el seu monòleg d'obertura | |   |

El 2 de maig de 2023, la Writers Guild of America (WGA) va fer vaga contra l'Alliance of Motion Picture and Television Producers. El 12 de maig, la WGA va negar la sol·licitud de l'American Theatre Wing d'una exempció per permetre la retransmissió de la CBS, amb la qual cosa va posar la transmissió de la cerimònia en incertesa. (la CBS, juntament amb les altres grans xarxes de difusió, estan representats per l'AMPTP en la negociació col·lectiva.) El Comitè de Gestió dels Premis Tony va celebrar una reunió d'urgència el 15 de maig per discutir el futur de la cerimònia. La reunió, però, va ser improductiva, amb fonts que van dir que el comitè faria un altre esforç per convèncer el WGA d'una renúncia a la vaga. Les opcions eren organitzar una conferència de premsa no televisada a la data original, semblant a la resposta dels 65ns Globus d'Or a la vaga de la WGA 2007-08, o bé posposar la cerimònia fins que es resolgués la vaga, semblant als 74ns Premis Tony, que es van ajornar més d'un any a causa de la pandèmia de la COVID-19 El mateix dia de la reunió d'emergència, la WGA encara va negar una vegada més la renúncia però va anunciar que no farien piquets a l'esdeveniment, i l'emissió es va programar per continuar tal com estava previst.
La cerimònia dels Tonys finalment es va desenvolupar sense guió. Abans que comencés l'espectacle, la presentadora Ariana DeBose va revelar a l'audiència les úniques paraules que apareixeran al teleprompter aquella nit: "Please wrap up" (l'avís per atorgar als guanyadors del premi per tancar el seu discurs d'acceptació). El número d'actuació d'obertura de l'emissió va començar amb DeBose passant per un guió de pàgines en blanc abans de llançar-se a un número de ball que estava recolzat per música però lliure de lletres. Lin-Manuel Miranda va escriure inicialment un número inicial per als premis, però no es va fer a causa de la vaga.

### Presentadors
Act One:
- Skylar Astin i Julianne Hough – van presentar el Premi Tony a la millor banda sonora
- Kelly Coffey, CEO del City National Bank van presenter el Premi Tony al teatre regional al Pasadena Playhouse
- Lin-Manuel Miranda – va presentar el Premi Tony Especial a John Kander
- Denée Benton – va presentar el Tony Honorífic per l'excel·lència al teatre
- Annaleigh Ashford – va presentar el Premi Isabelle Stevenson a Jerry Mitchell
- Jennifer Grey – va presentar el Premi Tony Especial a Joel Grey

Main Show:
- Dominique Fishback i Lily Rabe – van presentar el premi a Millor actor de repartiment en una obra
- Wayne Brady i Marcel Spears – van presentar el premi a Millor actriu de repartiment de musical
- Lupita Nyong'o – va presentar el premi a Millor direcció d'obra
- Colman Domingo i Lea Michele – van presenter el premi a Millor direcció de musical
- David Henry Hwang i Kenny Leon – van presentar el premi a Millor actriu de repartiment en una obra
- Uzo Aduba i Common – van presentar el premi a Millor revival d'obra
- Tatiana Maslany i Wilson Cruz – van presentar el premi a Millor actor de repartiment de musical
- Denée Benton – van presenter el Premi a l'Excel·lència en l'Educació Teatral
- Julianne Hough i Skylar Astin – van presenter el premi al Millor llibret de musical
- Kelli O'Hara – van presenter el premi al Millor revival de musical
- Stephanie Hsu i Luke Evans – van presentar el premi al Millor actor protagonista de musical
- Marcia Gay Harden i Utkarsh Ambudkar – van presentar el premi a la Millor actriu protagonista en una obra
- LaTanya Richardson Jackson i Samuel L. Jackson – van presenter el premi a la Millor obra
- Barry Manilow i Melissa Etheridge – van presenter el premi a la Millor actriu protagonista de musical
- Matthew Broderick i Nathan Lane – van presenter el premi al Millor actor protagonista en una obra
- Ariana DeBose – van presentar el premi al Millor musical

### Actuacions
Els següents espectacles i intèrprets van actuar a la retransmissió de la cerimònia:
- "Cheering for Me Now" / "Theme from New York, New York" – New York, New York
- "C'est Moi" / "The Lusty Month of May" / "If Ever I Would Leave You" / "Camelot (Reprise)" – Camelot
- "Roar" – & Juliet
- "Some Like It Hot" – Some Like It Hot
- "It Takes Two" – Into the Woods
- "Hot Honey Rag" – Ariana DeBose i Julianne Hough
- "This Is Not Over Yet" – Parade
- "The Ballad of Sweeney Todd" – Sweeney Todd: The Demon Barber of Fleet Street
- "Sweet Caroline" – A Beautiful Noise
- "Wishing You Were Here Somehow Here Again" (In Memoriam) – Joaquina Kalukango
- "Anagram" – Kimberly Akimbo
- "Corn" / "Independently Owned" / "Somebody Will" / "Woman of the World" – Shucked
- "Don't Rain On My Parade" – Funny Girl

## Guanyadors i nominats
Els guanyadors apareixen en primer lloc i es destaquen en negreta:
| Millor obra‡ | Millor musical‡ |
| --- | --- |
| - Leopoldstadt - Ain't No Mo' - Between Riverside and Crazy - Cost of Living - Fat Ham | - Kimberly Akimbo - & Juliet - New York, New York - Shucked - Some Like It Hot |
| Millor revival d'obra ‡ | Millor revival de musical ‡ |
| - Topdog/Underdog - A Doll's House - The Piano Lesson - The Sign in Sidney Brustein's Window | - Parade - Camelot - Into the Woods - Sweeney Todd: The Demon Barber of Fleet Street |
| Millor actor protagonista en una obra | Millor actriu protagonista en una obra |
| - Sean Hayes – Good Night, Oscar com Oscar Levant - Yahya Abdul-Mateen II – Topdog/Underdog com Booth - Corey Hawkins – Topdog/Underdog com Lincoln - Stephen McKinley Henderson – Between Riverside and Crazy com Pops - Wendell Pierce – Death of a Salesman com Willy Loman                                                          | - Jodie Comer – Prima Facie com Tessa Ensler - Jessica Chastain – A Doll's House com Nora Helmer - Jessica Hecht – Summer, 1976 com Alice - Audra McDonald – Ohio State Murders com Suzanne Alexander |
| Millor actor protagonista de musical | Millor actriu protagonista de musical |
| - J. Harrison Ghee – Some Like It Hot com Jerry/Daphne - Christian Borle – Some Like It Hot com Joe/Josephine - Josh Groban – Sweeney Todd: The Demon Barber of Fleet Street com Sweeney Todd - Brian d'Arcy James – Into the Woods com The Baker - Ben Platt – Parade com Leo Frank - Colton Ryan – New York, New York com Jimmy Doyle | - Victoria Clark – Kimberly Akimbo com Kimberly Levaco - Annaleigh Ashford – Sweeney Todd: The Demon Barber of Fleet Street com Mrs. Nellie Lovett - Sara Bareilles – Into the Woods com The Baker's Wife - Lorna Courtney – & Juliet com Juliet Capulet - Micaela Diamond – Parade com Lucille Frank                                                |
| Millor actor de repartiment en una obra | Millor actriu de repartiment en una obra |
| - Brandon Uranowitz – Leopoldstadt com Ludwig Jakobovicz/Nathan Fischbein - Jordan E. Cooper – Ain't No Mo' com Peaches - Samuel L. Jackson – The Piano Lesson com Doaker Charles - Arian Moayed – A Doll's House com Torvald Helmer - David Zayas – Cost of Living com Eddie                                                           | - Miriam Silverman – The Sign in Sidney Brustein's Window com Mavis Parodus Bryson - Nikki Crawford – Fat Ham com Tedra - Crystal Lucas-Perry – Ain't No Mo' com Passenger #5 - Katy Sullivan – Cost of Living com Ani - Kara Young – Cost of Living com Jess                                                                                        |
| Millor actor de repartiment de musical | Millor actriu de repartiment de musical |
| - Alex Newell – Shucked com Lulu - Kevin Cahoon – Shucked com Peanut - Justin Cooley – Kimberly Akimbo com Seth Weetis - Kevin Del Aguila – Some Like It Hot com Osgood Fielding III - Jordan Donica – Camelot com Sir Lancelot du Lac                                                                                                  | - Bonnie Milligan – Kimberly Akimbo com Aunt Debra - Julia Lester – Into the Woods com Little Red Riding Hood - Ruthie Ann Miles – Sweeney Todd: The Demon Barber of Fleet Street com The Beggar Woman - NaTasha Yvette Williams – Some Like It Hot com Sweet Sue - Betsy Wolfe – & Juliet com Anne Hathaway/April                                   |
| Millor direcció d'obra | Millor direcció de musical |
| - Patrick Marber – Leopoldstadt - Saheem Ali – Fat Ham - Jo Bonney – Cost of Living - Jamie Lloyd – A Doll's House - Stevie Walker-Webb – Ain't No Mo' - Max Webster – Life of Pi | - Michael Arden – Parade - Lear deBessonet – Into the Woods - Casey Nicholaw – Some Like it Hot - Jack O'Brien – Shucked - Jessica Stone – Kimberly Akimbo |
| Millor llibret de musical | Millor banda sonora (Música i/o) Lletres escrita pel teatre |
| - Kimberly Akimbo – David Lindsay-Abaire - & Juliet – David West Read - New York, New York – David Thompson i Sharon Washington - Shucked – Robert Horn - Some Like It Hot – Matthew López i Amber Ruffin | - Kimberly Akimbo – Jeanine Tesori (música) i David Lindsay-Abaire (lletres) - Almost Famous – Tom Kitt (música i lletres) i Cameron Crowe (lletres) - KPOP – Helen Park i Max Vernon (música i lletres) - Shucked – Brandy Clark i Shane McAnally (música i lletres) - Some Like It Hot – Marc Shaiman (música i lletres) i Scott Wittman (lletres) |
| Millor escenografia a una obra | Millor escenografia a un musical |
| - Andrzej Goulding and Tim Hatley – Life of Pi - Miriam Buether – Prima Facie - Rachel Hauck – Good Night, Oscar - Richard Hudson – Leopoldstadt - Dane Laffrey i Lucy Mackinnon – A Christmas Carol | - Beowulf Boritt – New York, New York - Mimi Lien – Sweeney Todd: The Demon Barber of Fleet Street - Michael Yeargan i 59 Productions – Camelot - Scott Pask – Shucked - Scott Pask – Some Like It Hot |
| Millor vestuari a una obra | Millor vestuari a un musical |
| - Brigitte Reiffenstuel – Leopoldstadt - Nick Barnes, Finn Caldwell, i Tim Hatley – Life of Pi - Dominique Fawn Hill – Fat Ham - Emilio Sosa – Ain't No Mo' - Emilio Sosa – Good Night, Oscar | - Gregg Barnes – Some Like It Hot - Sophia Choi i Clint Ramos – KPOP - Susan Hilferty – Parade - Jennifer Moeller – Camelot - Paloma Young – & Juliet - Donna Zakowska – New York, New York |
| Millor il·luminació a una obra | Millor il·luminació a un musical |
| - Tim Lutkin – Life of Pi - Neil Austin – Leopoldstadt - Natasha Chivers – Prima Facie - Jon Clark – A Doll's House - Bradley King – Fat Ham - Jen Schriever – Death of a Salesman - Ben Stanton – A Christmas Carol | - Natasha Katz – Sweeney Todd: The Demon Barber of Fleet Street - Ken Billington – New York, New York - Lap Chi Chu – Camelot - Heather Gilbert – Parade - Howard Hudson – & Juliet - Natasha Katz – Some Like It Hot |
| Millor so a una obra | Millor so a un musical |
| - Carolyn Downing – Life of Pi - Jonathan Deans i Taylor Williams – Ain't No Mo' - Joshua D. Reid – A Christmas Carol - Ben Ringham i Max Ringham – A Doll's House - Ben Ringham i Max Ringham – Prima Facie | - Nevin Steinberg – Sweeney Todd: The Demon Barber of Fleet Street - Kai Harada – New York, New York - Scott Lehrer i Alex Neumann – Into the Woods - Gareth Owen – & Juliet - John Shivers – Shucked |
| Millor coreografia | Millors orquestracions |
| - Casey Nicholaw – Some Like It Hot - Steven Hoggett – Sweeney Todd: The Demon Barber of Fleet Street - Susan Stroman – New York, New York - Jennifer Weber – & Juliet - Jennifer Weber – KPOP | - Bryan Carter i Charlie Rosen – Some Like It Hot - John Clancy – Kimberly Akimbo - Sam Davis i Daryl Waters – New York, New York - Dominic Fallacaro i Bill Sherman – & Juliet - Jason Howland – Shucked |

‡ El guardó és atorgat al productor(s) de l'obra o del musical.

### Premis no competitius
- Premi Isabelle Stevenson — Jerry Mitchell
- Premi en l'Excel·lència en l'Educació Teatral — Jason Zembuch Young de la South Plantation High School a Plantation, Florida[23]
- Premi Tony Especial pels èxits de tota una vida — Joel Grey
- Premi Tony Especial pels èxits de tota una vida — John Kander
- Premi Tony del Teatre Regional — Pasadena Playhouse

### Nominacions i guardons per producció
| Producció                                      | Nominacions | Guardons |
| ---------------------------------------------- | ----------- | -------- |
| Some Like It Hot                               | 13          | 4        |
| & Juliet                                       | 9           | 0        |
| New York, New York                             | 9           | 1        |
| Shucked                                        | 9           | 1        |
| Kimberly Akimbo                                | 8           | 5        |
| Sweeney Todd: The Demon Barber of Fleet Street | 8           | 2        |
| Ain't No Mo'                                   | 6           | 0        |
| A Doll's House                                 | 6           | 0        |
| Into the Woods                                 | 6           | 0        |
| Leopoldstadt                                   | 6           | 4        |
| Parade                                         | 6           | 2        |
| Cost of Living                                 | 5           | 0        |
| Fat Ham                                        | 5           | 0        |
| Camelot                                        | 5           | 0        |
| Life of Pi                                     | 5           | 3        |
| Prima Facie                                    | 4           | 1        |
| A Christmas Carol                              | 3           | 0        |
| Good Night, Oscar                              | 3           | 1        |
| KPOP                                           | 3           | 0        |
| Topdog/Underdog                                | 3           | 1        |
| Death of a Salesman                            | 2           | 0        |
| The Piano Lesson                               | 2           | 0        |
| Between Riverside i Crazy                      | 2           | 0        |
| The Sign in Sidney Brustein's Window           | 2           | 1        |
| Almost Famous                                  | 1           | 0        |
| Ohio State Murders                             | 1           | 0        |
| Summer, 1976                                   | 1           | 0        |

#### Persones amb múltiples nominacions
| Persona              | Nominacions | Guardons |
| -------------------- | ----------- | -------- |
| Jordan E. Cooper     | 2           | 0        |
| Natasha Katz         | 2           | 1        |
| LaChanze             | 2           | 2        |
| David Lindsay-Abaire | 2           | 2        |
| Casey Nicholaw       | 2           | 1        |
| Scott Pask           | 2           | 0        |
| Ben Ringham          | 2           | 0        |
| Max Ringham          | 2           | 0        |
| Emilio Sosa          | 2           | 0        |
| Jennifer Weber       | 2           | 0        |

## Recepció

### Recepció crítica
La decisió de no estar guionitzat va guanyar el reconeixement general. Molts crítics van elogiar l'esdeveniment per la seva capacitat de persistir i fer un espectacle entretingut malgrat les conseqüències de la vaga de la WGA. Neal Justin del Star Tribune va elogiar l'actuació de DeBose a l'espectacle i també va afegir que "els amants del teatre potser ja no podran veure la caiguda de l'aranya al Majestic Theatre de Nova York, però la cerimònia dels Tonys diumenge al vespre va demostrar que encara hi havia. molts motius perquè els espectadors facin el viatge a l'Est". Charles, McNulty de Los Angeles Times va aplaudir el reconeixement als escriptors fet durant tot l'acte i va afirmar que sense guions preescrits, "la gent de teatre podia ser gent de teatre". McNulty també va elogiar l'esdeveniment pels seus missatges de justícia social. Escrivint per a The Washington Post, Peter Marks va descriure l'espectacle com "semblant a una cuina que crea accidentalment un plat fantàstic deixant de banda un ingredient clàssic", i es va fer ressò d'afirmacions similars de McNulty, afegint que l'espectacle va demostrar als actors, al públic, i els escriptors a "que el teatre sigui teatre". Daniel Fienberg de The Hollywood Reporter va descriure l'espectacle com una victòria molt necessària per al teatre de Broadway.
Encara que l'espectacle va ser elogiat generalment, alguns van criticar l'espectacle sense guió; Johnny Oleksinski, del New York Post, va descartar l'articulació sense guió com a "adormida" i "digna d'esgarrifar", i va afegir que l'espectacle no tenia cap de les bromes i esquemes típics a causa de la manca de línies escrites. Matthew Huff de Parade, encara que generalment elogiós de l'espectacle, va criticar les transicions incòmodes que van resultar de no ser escrites.

### Reacció i puntuacions del públic
Durant l'emissió de l'esdeveniment, els espectadors de Paramount+ es van queixar que en comptes de veure els 76è Premis Tony, se'ls va mostrar imatges dels Premis Tony dels anys anteriors. Més tard es va revelar que això es devia a una confusió sobre els nivells de subscripció de Paramount+; els 76è premis Tony només estaven disponibles per als usuaris premium, deixant els que no només estaven amb el 75è. La distinció no es va fer en cap comunicat de premsa dels premis Tony, la qual cosa va fer que els espectadors i els mitjans de comunicació no sabien que la versió de 2023 era un servei només premium. Es va produir més confusió quan DeBose va acollir els esdeveniments de 2022 i 2023.
La 76a edició dels premis Tony va acumular 4,3 milions d'espectadors, fet que li va valer el títol de premis Tony més vistos des del 2019. Segons la CBS, basant-se en dades de Paramount+, el programa també va ser el programa més reproduït en directe mai, amb un augment del 13% en comparació amb el 2022. L'acte primer es va convertir en l'esdeveniment en directe més vist de la història de Pluto TV. L'augment va ser notable en un moment en què l'audiència de la cerimònia de premis s'estava col·lapsant a tot el tauler, però també es va produir com a part d'una sèrie d'augments d'audiència per als Oscars i els Grammy del 2023. Malgrat això, el 76è Premi Tony va ser el tercer programa dels Premis Tony menys vist des que van començar els registres.